# Strada statale 356 di Cividale
La ex strada statale 356 di Cividale (SS 356), ora strada regionale 356 di Cividale (SR 356), è una strada regionale italiana, che si sviluppa in Friuli-Venezia Giulia.

## Percorso
Parte dall'incrocio con la strada statale 13 Pontebbana, svolta ad est raggiungendo Tarcento; passato il torrente Torre la strada sale raggiungendo Nimis, entrando nella zona dei colli Orientali del Friuli. Dopo il passo di Monte Croce la strada passa Attimis e Faedis. Dopo Cividale del Friuli la ex statale prosegue verso sud attraversando i comuni di Premariacco e Corno di Rosazzo. Dopo il ponte sul torrente Iudrio la strada entra in provincia di Gorizia, supera Brazzano e termina a Cormons.
Dal 1º gennaio 2008 la gestione è passata alla Regione Friuli-Venezia Giulia, che ha provveduto al trasferimento delle competenze alla società Friuli Venezia Giulia Strade S.p.A..